# Zulässige Spannung
In der Festigkeitslehre versteht man unter der zulässigen Spannung σ zul eine Spannung, bei der beispielsweise ein mechanisch beanspruchtes Bauteil nicht beschädigt wird. Die zulässige Spannung darf daher nicht größer sein als die maximale Spannung, bei der das belastete Bauteil schlimmstenfalls zerstört werden könnte.
In der Festigkeitslehre gibt es folgende Beanspruchungsarten:
- Beanspruchung auf Zug (σ z)
- Beanspruchung auf Druck (σ d)
- Beanspruchung auf Abscherung/Scherung (τ a)
- Beanspruchung auf Verdrehung/Torsion (τ t)
- Beanspruchung auf Biegung (σ b)

Die zulässigen Spannungen dafür werden mit σ z zul, σ d zul, τ a zul, τ t zul, bzw. σ b zul angegeben.
Die zulässige Spannung wird berechnet, indem man die Grenzspannung σ lim durch die Sicherheitszahl v teilt. Beispielsweise beträgt die Grenzspannung an einem Bauteil 250 N/mm2, geteilt durch die Sicherheitszahl 2 (2-fache Sicherheit) ergibt sich eine zulässige Spannung von 125 N/mm2.